# Абрагамович, Давид
Давид Абрагамович (30 июня 1839, Торговица — 24 декабря 1926, Львов) — австро-венгерский и польский политик, меценат,
богатый землевладелец в Галиции. Старший брат польского драматурга Адольфа Абрагамовича.

## Биография
Давид Абрагамович имел армянское происхождение. Давид Абрагамович редактировал польский сельскохозяйственный журнал «Rolnik». На свои средства основал приют для сирот во Львове.
В 1863 году был выбран в Галицкий сейм, а в 1875 году — в Рейхсрат, где принадлежал к консервативно-аграрному крылу польского клуба.
В 1898 году Абрагамович выбран вице-президентом, в 1897 году — президентом Рейхсрата.
Поддерживал министерство Бадени, энергично подавляя обструкцию со стороны немцев, оставаясь хладнокровным к наносимым ему оскорблениям. При его деятельном содействии был проведён новый регламент палаты депутатов, дающий президенту право удалять депутата на три дня из парламента, с обращением в случае надобности к полиции. Введение последней в стены Рейхсрата, произведённое Абрагамовичем и вице-президентом Крамаржем, вызвало сильное негодование. Через несколько дней после падения министерства Бадени в декабре 1897 года, Давид Абрагамович сложил с себя президентские полномочия, которые нёс меньше месяца.
В 1907—1909 гг. был министром по делам Галиции, а после получения Польшей независимости участвовал в конституционном сейме.
Основатель Бурсы Абрагамовичей — школы для малоимущей молодёжи (на эти цели, а также на приобретение произведений искусства для реконструированного Королевского замка на Вавеле было выделено всё его имущество).
Во Львове с 1905 г. проживал в доме № 17 по улице Дорошенко.
Похоронен на Лычаковском кладбище во Львове.
С 1930 по 1946 год во Львове была улица Абрагамовичей (в честь братьев Адольфа и Давида).